# فتحی غریانی
فتحی غریانی (انگلیسی: Fethi Ghariani؛ زادهٔ ۱۲ مهٔ ۱۹۶۴) بازیکن والیبال اهل تونس بود.